# リプレイスメント・キラー
『リプレイスメント・キラー』（原題: The Replacement Killers）は、1998年公開のチョウ・ユンファのハリウッド進出第1作である。監督はアントワーン・フークア。

## ストーリー
深夜の港の倉庫で行われる麻薬取引現場を押さえるため、現場に張り込んでいた麻薬課刑事スタン・ジーコフ（マイケル・ルーカー）は取引成立の瞬間と同時に現場に踏み込み、チャイニーズ・マフィアを銃撃戦の末追いつめるも、なおも警告を無視して抵抗を試みるピーターという若い男を已むを得ず射殺した。ジーコフに射殺されたピーターの父親は、黒社会で強大な力をもつチャイニーズ・マフィアの首領ミスター・ウェイ（ケネス・ツァン）であった。
ウェイは葬儀を訪れたジーコフに報復を宣言し立ち去った。ウェイはジーコフへの報復を図るべく、己の支配下にある凄腕のスナイパー、ジョン・リー（チョウ・ユンファ）を呼び寄せ、自分と同じ苦しみを味わわせる目的からジーコフの7歳になる幼い息子スティービーをジーコフの目の前で暗殺せよと命じた。中国にいる母と妹を人質にとられているジョンはこの命令に逆らうことができず、ジーコフの自宅が見渡せる高台の林の中でライフルを構え、その引き金に手を掛け、ジーコフの息子スティービーに照準を合わせた。しかし「心」を持った殺し屋は、引き金を引くことができなかった。
「組織に刃向かった殺し屋には、自らの身に報復の手が回る」ことを知っていたジョンは、黒社会に精通するアランを訪ね、中国の母と妹を安全な場所に逃がしてもらえるように頼んだ。次にジョンは自らの国外逃亡のための偽造パスポートを作るため、銃器ブローカーのエディからウェイの息のかかっていない書類偽造屋であるメグ・コバーン（ミラ・ソルヴィノ）を紹介され、メグの事務所を訪れるが、そこに待ち受けていたのは、ウェイの側近マイケル・コーガン（ユルゲン・プロホノフ）が差し向けた殺し屋軍団の銃弾の嵐であった。

## キャスト
※括弧内は日本語吹替
- ジョン・リー - チョウ・ユンファ（大塚明夫）

スナイパー。中国に母と妹がおり、テレンスに人質に取られて仕事をしている。しかし、任務中にターゲットに情が移り、仕事を果たせなかったことで自分が狙われる事態となる。肝が据わっており、クラブの中で公衆の面前で堂々と相手を襲撃して無関係者を全く傷つけず、関係者だけをしとめる手練れ。
- メグ・コバーン - ミラ・ソルヴィノ（涼風真世）

書類偽造屋。逃亡のためにパスポートの偽造を頼みにきたジョンと関わったことで事件に巻き込まれてしまう。射撃の心得があり、銃撃戦で相手を倒すこともある。16歳までに12回逮捕された経歴を持つ。
- スタン・ジーコフ - マイケル・ルーカー（島田敏）

刑事。テレンスの息子を銃撃戦で射殺したことで息子を狙われてしまう。事件を起こしたジョンと関係者のメグを追うが息子を救ってくれた礼として立場は違えど二人を理解するようになる。
- ハント - カルロス・ゴメス（内田直哉）

スタンの同僚。
- テレンス・ウェイ - ケネス・ツァン（小山武宏）

チャイニーズマフィアのボス。息子を死なせたスタンに報復を考え、ジョンに仕事を依頼する。ジョンの父親とも知人。
- マイケル・コーガン - ユルゲン・プロホノフ（大友龍三郎）

テレンスの側近。
- リカー - ティル・シュヴァイガー（檀臣幸）
- コリンズ - ダニー・トレホ（天田益男）
- アラン・チャン - ランダル・ダク・キム（水野龍司）

ジョンの親友。ジョンの逃亡に手を貸し、自分のパスポートを提供する。しかし、追っ手に襲撃され、虫の息となるがジョンのことは最後まで庇った。
- ロコ - クリフトン・コリンズ・Jr（後藤敦）

メグの知人。ウェイにジョンとメグをリークするが、そのことを責められ、武器や車を二人に提供した。
- ウェイの護衛 - アル・レオン（台詞無し）（アンクレジット）
- エディ

ジョンをメグに紹介した。

## 評価
レビュー・アグリゲーターのRotten Tomatoesでは37件のレビューで支持率は38%、平均点は5.30/10となった。Metacriticでは22件のレビューを基に加重平均値が42/100となった。